# Santa María Totoltepec
Santa María Totoltepec är en del av en befolkad plats i Mexiko.   Den ligger i kommunen Toluca och delstaten Mexiko, i den sydöstra delen av landet, 50 km väster om huvudstaden Mexico City. Santa María Totoltepec ligger 2 601 meter över havet och antalet invånare är 18 779.
Terrängen runt Santa María Totoltepec är huvudsakligen platt, men västerut är den kuperad. Runt Santa María Totoltepec är det mycket tätbefolkat, med 2 103 invånare per kvadratkilometer. Närmaste större samhälle är Toluca, 6,7 km väster om Santa María Totoltepec. Trakten runt Santa María Totoltepec består till största delen av jordbruksmark.